# Институт стратегических и международных исследований Малайзии
Институт стратегических и международных исследований Малайзии (англ. Institute of Strategic and International Studies (ISIS) Malaysia ) – главная мозговая фабрика в Малайзии.

## История
Осн. 8 апреля 1983 г. как автономная некоммерческая исследовательская организация. Проводит независимые исследования в области обороны, безопасности и международной политики, национальной и международной экономики, национального строительства, науки, технологии, промышленности, энергетики, природных ресурсов, международного взаимопонимания и сотрудничества. Первым директором был  известный политолог Нурдин Сопие.

## Деятельность
Институт активно участвует в гражданской дипломатии и способствует обмену мнениями на национальном и международном уровнях. Институт также содействует более тесной региональной интеграции и международному сотрудничеству через такие форумы, как Азиатско-Тихоокеанский круглый стол, Институт стратегических и международных исследований АСЕАН, Совет по тихоокеанскому экономическому сотрудничеству и Сеть восточноазиатских аналитических центров (NEAT). Он является одним из учредителей Азиатско-тихоокеанского совета сотрудничества по безопасности (1993 г.) и руководит его секретариатом.
Будучи главным аналитическим центром Малайзии, ISIS  является промотером некоторых наиболее значительных инициатив по государственному строительству. В частности, он внес большой  вклад в разработку концепции «Видение 2020» (Wawasan 2020) и Программу национальный трансформации 2050, а также Генерального плана экономики, основанной на знаниях.

## Международное сотрудничество
ISIS сотрудничает с подобными организациями других стран, включая Россию. В частности, совместно с Международным дискуссионным клубом Валдай ежегодно проводит азиатские конференции.

## Публикации
Институт выпускает ежегодники (ISIS Annual Reports), материалы круглых столов (APR Report), серию эссе по актуальным проблемам (THOC Essays Series), полугодовой журнал ISIS Focus, а также книги, монографии и сборники статей.

## Директоры[6]
- Нурдин Сопие (1984-1997)
- Мохамед Джавхар Хассан (1997-2015)
- Растам Мохд. Иса (2015-2023)
- Мохд. Фаис Абдуллах (2023 -)[7]